# 篠原修
篠原 修（しのはら おさむ、1945年11月22日 - ）は、日本の景観に関する専門家で、土木設計家、シビックデザイナー（景観設計者）、東京大学名誉教授、政策研究大学院大学名誉教授、政策研究大学院大学客員教授。

## 人物
エンジニア・アーキテクト協会会長。土木、建築、都市計画、造園、インダストリアルデザインなどの都市景観に関連した異なる職域によるデザイン・コラボレーションを提唱し、2005年に「GSデザイン会議」（GSはグラウンドスケープの略）を内藤廣らと発足、同代表。
専門は、景観デザイン、土木設計論・土木計画思想史。現在の研究対象はデザインマネジメント、景観政策。
栃木県生まれ、神奈川県育ち。

## 経歴[3]
東京教育大学附属駒場中学校・高等学校（現：筑波大学附属駒場中学校・高等学校）を経て、1968年、東京大学工学部土木工学科卒業。1971年、東京大学大学院工学系研究科土木工学専攻修士課程修了。同年株式会社アーバンインダストリー入社。
その後、東京工業大学研究生を経て、1975年、東京大学農学部林学科助手。1980年、東京大学より工学博士の学位を取得。同年旧建設省土木研究所道路部主任研究員。
1986年に東京大学農学部林学科助教授就任。1989年、東京大学工学部土木工学科助教授。
1991年、東京大学大学院工学系研究科社会基盤学専攻教授。
1993年以降は芝浦工業大学、拓殖大学、日本大学、早稲田大学芸術学校等で非常勤講師も務める。
2006年、東京大学を退職し同大学名誉教授。同年に政策研究大学院大学教授。
2011年、退職し、政策研究大学院大学名誉教授、客員教授。

## 主な受賞歴[3]
- 1986年 国立公園協会田村賞
- 2000年「土木造形家 百年の仕事－近代土木遺産を訪ねて」で土木学会出版文化賞
- 2006年「土木デザイン論－新たな風景の創出をめざして－」で土木学会出版文化賞を受賞
- 2018年「河川工学者三代は川をどう見てきたのか　安藝皎一、高橋裕、大熊孝と近代河川行政一五〇年」で土木学会出版文化賞[4]

## 代表作品
すべては設計指導・監修（『GROUNDSCAPE 篠原修の風景デザイン』（2006年)などより）
- 桜木町駅〜ランドマークタワー間ペデストリアンデッキ（神奈川県横浜市）
- 21世紀の森と広場森の橋・広場の橋（千葉県松戸市、1989年：1990年、土木学会田中賞）
- 明和橋（東京都江戸川区、1992年）
- 八尾歴道（富山県富山市、1992年）
- 鵠沼橋・橋詰広場（神奈川県藤沢市、1993年）
- 辰巳新橋（東京都江戸川区、1994年）
- 大杉橋（東京都江戸川区、1995年）
- 湘南ベルブリッジ（神奈川県茅ヶ崎市、1995年）
- 東京湾横断道路橋梁（東京都-千葉県、1995年：1996年 土木学会田中賞）
- リニア実験線橋梁（山梨県都留市、1996年）
- 東京臨海副都心道路（東京都中央区、1997年）
- 豊田川（千葉県茂原市、1997年）
- 高津川水系津和野川護岸・広場（島根県津和野町、1991年-1998年：2002年 土木学会デザイン賞優秀賞）
- 浦安・境川（千葉県浦安市、1998年：土木学会デザイン賞優秀賞）
- JR東日本中央線東京駅付近高架橋（東京都千代田区、1998年：（2002年 土木学会デザイン賞 最優秀賞）
- 北彩都あさひかわ（北海道旭川市、1998年- ）
- 湘南国道（国道134号)（神奈川県藤沢市、1998年）
- 千葉駅前シンボルロード（千葉県千葉市、1999年）
- 千葉都市モノレール栄橋（千葉県千葉市、1999年）
- 阿嘉大橋（沖縄県島尻郡座間味村、1999年：2000年 土木学会デザイン賞優秀賞、土木学会田中賞）
- 大波止橋（長崎県長崎市、2000年）
- 勝山橋（福井県勝山市、2000年）
- 新港サークルウォーク（神奈川県横浜市、2000年：2001年 土木学会デザイン賞 最優秀賞、土木学会田中賞）
- 棒川排水樋門（山形県川西町、2000年）
- 国道6号・道の駅ならは（福島県双葉郡楢葉町、2001年）
- 朧大橋（福岡県上陽町、2003年：2004年 土木学会田中賞）
- 謙信公大橋（新潟県上越市、2003年：2005年 新潟県、土木学会田中賞）
- 野蒜水門（宮城県東松島市、2003年）
- 新神楽橋・南六上高架（北海道旭川市、2003年）
- 長崎・常盤出島歩道橋群（長崎県長崎市、2003年）
- 長崎水辺の森公園（2004年 グッドデザイン賞 金賞）
- 古宇利大橋（沖縄県名護市、2003年）
- 陣ヶ下高架橋（神奈川県横浜市、2001年：2004年 土木学会デザイン賞 最優秀賞）
- 桑名・住吉入江（三重県桑名市、2001年：2010年 土木学会デザイン賞優秀賞）
- 出島バイパス（長崎県長崎市、2004年）
- 甲西道路双田橋（山梨県甲斐市、2004年）
- 地獄平砂防えん堤（岐阜県高山市奥飛騨温泉郷神坂、2004年：2009年 土木学会デザイン賞）
- 宿毛・河戸堰（高知県宿毛市、2004年）
- 苫田ダム空間のトータルデザイン（岡山県苫田郡鏡野町、奥津町 2005年：2008年 土木学会デザイン賞 最優秀賞）
- 新小倉橋（神奈川県津久井郡城山町、2005年）
- 勝山大清水空間（福井県勝山市、2005年）
- 片山津中央公園・街路（石川県加賀市、2005年）
- 松田川河川公園（高知県宿毛市、2005年）
- 皇居周辺道路景観整備計画（東京都千代田区、1994年-2004年：2005年 土木学会デザイン賞）
- 半家橋・川平橋（高知県四万十市、2006年）
- JR九州・日豊本線高架（宮崎県日向市、2006年）
- 拾町交差点橋梁（愛媛県伊予郡砥部町、2006年）
- 小坂交差点橋梁（愛媛県、2006年）
- 第二西海橋（新西海橋 長崎県佐世保市・西海市、2006年：2007年 土木学会田中賞）
- 片山津温泉砂走公園あいあい広場（石川県加賀市片山津温泉、2006年：2008年 土木学会デザイン賞）
- 中島川バイパス護岸（長崎県長崎市、2006年）
- 河辺駅駅前デッキ（景観審議会会長 東京都青梅市、2008年）
- JR九州・日向市駅（2006年：2008年 ブルネル賞、BCS賞、2007年 第52回鉄道建築協会賞国土交通省鉄道局長賞 優良木造施設林野庁長官賞）
- 象の鼻地区（再整備基本設計業務委託プロポーザル評価委員会委員、横浜市、2007年）
- JR四国・高知駅（高知県高知市、2007年：2008年 日本鉄道賞ランドマークデザイン賞、2009年 鉄道建築協会賞停車場建築賞）
- 横川ダム（山形県置賜郡小国町、2007年）
- 松山（道後温泉本館前広場他）（愛媛県松山市、2007年）
- 道後温泉駅駅前整備（愛媛県松山市、2008年）
- JR四国・土讃線高架（連続立体交差事業、高知県高知市、1996年-2009年）
- 通潤用水と白糸台地（棚田景観活用保全委員会委員長、山都町）
- 北上川分流施設保存改築（脇谷洗堰 鴇波洗堰他、宮城県登米市、土木学会選奨土木遺産、2009年）
- 西都・記紀の道（宮崎県西都市、2008年 - ）
- JR西日本北陸本線富山駅駅舎、駅前広場、2009年）
- JR西日本山陽本線徳山駅駅前広場・駅周辺整備事業（山口県周南市、2009年）
- 油津・堀川運河（宮崎県日南市、2004年-2009年：土木学会デザイン賞2010最優秀賞 日本商工会議所会頭賞）
- 各務原大橋（岐阜県各務原市、2008年 - 2013年）
- 津軽ダム（景観検討委員会委員、青森県中津軽郡西目屋村、2008年 - ）
- 万代島（にぎわい空間事業者選定委員会委員長、新潟県、2008年）
- 玉川上水（整備活用計画策定に関する委員会委員長、東京都、2008年）
- 日南広渡川郷ノ原床止工（宮崎県日南市、2008年）
- 津和野本町・祇園丁通り（2008年 土木学会デザイン賞 最優秀賞）
- 東京都交通局日暮里・舎人ライナー高架橋・駅舎（東京都荒川区／足立区、2008年）
- 新豊橋（2008年 土木学会田中賞、2010年 土木学会デザイン賞 最優秀賞）
- 熱海・渚小公園他（静岡県熱海市、2009年）
- 高知駅駅前広場（高知県高知市、2009年）
- 勝山機広場（2009年 - ）
- 八ッ場ダム（環境デザインに関する検討委員会委員、2008年-2009年）
- 国道20号高尾地区（道路景観検討委員会、2009年）
- 八王子駅周辺甲州街道（景観形成検討会議、2009年）
- 塔の島地区（景観構造検討会」委員、2009年）
- 相川柴町海岸（高潮対策事業検討委員会委員、2009年）
- 長良川流域（文化的景観検討委員会委員、2009年）
- 長崎県県庁舎（基本構想アドバイザー、長崎県、2009年）
- 最上川（重要文化的景観調査検討委員会委員、山形県、2009年）
- 県文化環境アドバイザー（高知県、2009年）
- 各務原市道路（行政担当スペシャルスタッフ、各務原市、2009年）
- 西都市歴史を活かしたまちづくり（推進委員、西都市、2009年）
- 錦帯橋（世界文化遺産専門委員会委員、岩国市、20 09年）
- 平取町文化的景観（保全委員会委員、平取町、2009年）
- 萩城跡整備（委員会委員、萩市、2009年）
- 重要文化的景観「平戸島の文化的景観」（修景計画現地指導、平戸市、2009年）
- 西都市歴史を活かしたまちづくり（推進委員、宮崎県西都市、2010年）
- 成田湯川駅駅前広場（千葉県成田市、2010年）
- 旧佐渡鉱山 北沢地区工作工場群跡地広場および大間地区大間港広場（新潟県佐渡市相川、2010年：2010年度グッドデザイン賞 土木学会デザイン賞2013 奨励賞）
- 札幌創成川通・札幌駅前通デザイン検討委員会委員長(他札幌駅前通地下歩行空間、北海道札幌市、2010年：2013年 土木学会デザイン賞）
- 浦上川線・物揚場整備（長崎県長崎市、全国街路事業コンクール会長賞受賞、2010年）
- 東京駅丸の内口周辺トータルデザイン（駅前広場・行幸道路 東京都千代田区、2010年）
- 中央橋橋梁とサイン・モニュメント（長崎県長崎市、2010年度グッドデザイン賞）
- 浜田・三隅道路（島根県浜田市、2011年）
- 太田川大橋デザインアドバイス（広島南道路太田川放水路橋りょうデザイン提案競技設計競技選考委員長、2009年、国際コンペ）
- 長崎五島 堂崎地区駐車場（長崎県五島市 福江島、2011年）
- JR北海道・函館本線・富良野線高架（北海道旭川市、
- JR北海道・旭川駅（北海道旭川市、2011年）
- 永隆橋・通新橋・昭和通新橋（北海道旭川市、2011年）
- 湯西川ダム（栃木県塩谷郡栗山村、2012年）
- 本河池高部ダム保存改築（長崎県長崎市、2013年）
- 丹生川ダム（岐阜県高山市、2013年度グッドデザイン賞）
- 高規格道路帯広広尾自動車道（北海道帯広市、2013年）
- 東京都市計画道路幹線街路環状第2号線（東京都港区、2014年）
- 橘大橋（高知県四万十市、2014年）
- 成瀬ダム（秋田県雄勝郡東成瀬村、
- 富山大橋三代目（富山県富山市、
- 松山外環状道路高架橋（愛媛県松山市、
- 平泉（バイパス、道の駅、県道他、岩手県西磐井郡平泉町、
- 利根川新川通防災施設（公園、埼玉県北埼玉郡大利根町、
- JR西日本・倉敷駅（連続立体交差事業、岡山県倉敷市、

## 著書[3]

### 単著
- 『土木景観計画』（技報堂出版，1982）
- 『日本の水景―持続する僕の風景』（鹿島出版会、1997年）
- 『土木造形家百年の仕事』（新潮社、1998年）
- 『土木デザイン論』（東京大学出版会、2003年）
- 『篠原修が語る日本の都市―その伝統と近代』（彰国社、2006年）
- 「ピカソを超える者はー景観工学の誕生と鈴木忠義」（技報堂出版、2008年）
- 『内藤廣と東大景観研の十五年』（鹿島出版会、2013年）
- 『河川工学者三代は川をどう見てきたのか 安藝皎一、高橋裕、大熊孝と近代河川行政一五〇年』（農山漁村文化協会、2018年）[5]

### 編著
- 「街路の景観設計」（編、技報堂出版、1985年）
- 「水環境の保全と再生」（山海堂、1987年）
- 「港の景観設計」（編、技報堂出版、1991年）
- 『21世紀のくにづくりを考える―気鋭75人の官学産野(クロスオーバー)提言』（TOTO出版、1991年）
- 「日本土木史」（技報堂出版、1994年）
- 『橋の景観デザインを考える』編著（技報堂出版、1994年）
- 広島市都市計画局都市デザイン室発行『新風景を求めて』（ぎょうせい出版、中国支社、1997年）
- 『景観用語辞典』編著（彰国社、1998年）
- 「都市の未来―21世紀型都市の条件」（編、日本経済新聞社、2003年）
- 『VA建築画報301 土木デザインの現在+コラボレーション』（建築画報社、2003年）
- 『都市の水辺をデザインする - グラウンドスケープデザイン群団奮闘記 -』（彰国社、2005年）
- 「ものをつくり、まちをつくる―GS群団メーカー・職人共闘編」（2007年）
- 『公共空間の活用と賑わいまちづくり―オープンカフェ/朝市/屋台/イベント』（学芸出版会、2007年）
- 『ダム空間をトータルにデザインする―GS群団前走記』（山海堂、2007年）
- 『GS群団総力戦 新・日向市駅―関係者が熱く語るプロジェクトの全貌』（彰国社、2009年）
- 『まちづくりへのブレイクスルー―水辺を市民の手に GS群団連帯編』（彰国社、2010年）
- 『このまちに生きる―成功するまちづくりと地域再生力 GS群団底力編』（彰国社、2013年）

## 作品集
- 『GROUNDSCAPE 篠原修の風景デザイン』（2006年、東京大学景観研究室・編集)

## その他
- 土木設計競技『景観開花』（東北大学景観開花。実行委員会主催）の審査委員長を全ての回で務める。